# Saison 2021 du Sky de Chicago
La saison 2021 du Sky de Chicago est la 16e saison de la franchise en WNBA.

## Draft
| Tour | Choix | Joueur       | Poste   | Nationalité | Provenance      |
| ---- | ----- | ------------ | ------- | ----------- | --------------- |
| 1    | 8     | Shyla Heal   | Arrière | Australie   | Townsville Fire |
| 2    | 16    | Natasha Mack | Ailière | États-Unis  | Oklahoma State  |

## Matchs

### Pré-saison
| Pré-saison Total: 1-1 (Domicile : 1-0; Extérieur : 0-1) |

| Match | Date match | Équipe    | Score   | Meilleur marqueur   | Meilleur rebondeur | Meilleur passeur  | Lieux Spectateurs         | Série |
| ----- | ---------- | --------- | ------- | ------------------- | ------------------ | ----------------- | ------------------------- | ----- |
| 1     | 9 mai      | @ Indiana | D 65–82 | Kahleah Copper (14) | Boyd, Mack (6)     | Brittany Boyd (3) | Bankers Life Fieldhouse - | 0 – 1 |
| 2     | 9 mai      | Indiana   | V 83–70 | Astou Ndour (13)    | Candace Parker (6) | Brittany Boyd (5) | Wintrust Arena -          | 1 – 1 |

### Saison régulière
| Saison régulière Total: 16-16 (Domicile : 6-10; Extérieur : 10-6) |

| Match | Date match | Équipe       | Score   | Meilleur marqueur         | Meilleur rebondeur   | Meilleur passeur          | Lieux Spectateurs               | Série |
| ----- | ---------- | ------------ | ------- | ------------------------- | -------------------- | ------------------------- | ------------------------------- | ----- |
| 1     | 15 mai     | @ Washington | V 70-56 | Kahleah Copper (19)       | Parker, Copper (8)   | Diamond DeShields (5)     | St. Elizabeths East Arena 1 050 | 1 – 0 |
| 2     | 19 mai     | @ Atlanta    | V 85-77 | Kahleah Copper (23)       | Astou Ndour (11)     | Courtney Vandersloot (8)  | Gateway Center Arena 689        | 2 – 0 |
| 3     | 23 mai     | New York     | D 85-93 | Diamond DeShields (22)    | Ruthy Hebard (10)    | Courtney Vandersloot (16) | Wintrust Arena 1 332            | 2 – 1 |
| 4     | 25 mai     | Atlanta      | D 83-90 | Kahleah Copper (21)       | DeShields, Ndour (9) | Courtney Vandersloot (6)  | Wintrust Arena 1 004            | 2 – 2 |
| 5     | 28 mai     | Los Angeles  | D 61-76 | Diamond DeShields (14)    | Astou Ndour (9)      | Courtney Vandersloot (6)  | Wintrust Arena 1 124            | 2 – 3 |
| 6     | 30 mai     | Los Angeles  | D 79-82 | Courtney Vandersloot (28) | Astou Ndour (12)     | Courtney Vandersloot (7)  | Wintrust Arena 1 124            | 2 – 4 |

| Match | Date match | Équipe        | Score    | Meilleur marqueur         | Meilleur rebondeur    | Meilleur passeur          | Lieux Spectateurs                     | Série  |
| ----- | ---------- | ------------- | -------- | ------------------------- | --------------------- | ------------------------- | ------------------------------------- | ------ |
| 7     | 1er juin   | Phoenix       | D 83-84  | Diamond DeShields (26)    | Ruthy Hebard (9)      | Courtney Vandersloot (10) | Wintrust Arena 1 217                  | 2 – 5  |
| 8     | 3 juin     | @ Phoenix     | D 74-77  | Kahleah Copper (14)       | Kahleah Copper (8)    | Courtney Vandersloot (9)  | Footprint Center 3 819                | 2 – 6  |
| 9     | 5 juin     | @ Los Angeles | D 63-68  | Kahleah Copper (15)       | Ruthy Hebard (10)     | Courtney Vandersloot (5)  | Palais des congrès de Los Angeles 430 | 2 – 7  |
| 10    | 9 juin     | Indiana       | V 92-76  | Courtney Vandersloot (17) | Ruthy Hebard (9)      | Courtney Vandersloot (9)  | Wintrust Arena 1 090                  | 3 – 7  |
| 11    | 12 juin    | @ Indiana     | V 83-79  | Candace Parker (20)       | Candace Parker (14)   | Courtney Vandersloot (5)  | Indiana Farmers Coliseum -            | 4 – 7  |
| 12    | 15 juin    | @ Minnesota   | V 105-89 | Allie Quigley (23)        | Candace Parker (7)    | Courtney Vandersloot (13) | Target Center 2 024                   | 5 – 7  |
| 13    | 17 juin    | Connecticut   | V 81-75  | Kahleah Copper (18)       | Copper, Parker (8)    | Courtney Vandersloot (10) | Wintrust Arena 1 293                  | 6 – 7  |
| 14    | 19 juin    | Connecticut   | V 91-81  | Courtney Vandersloot (18) | Kahleah Copper (9)    | Courtney Vandersloot (11) | Wintrust Arena 1 293                  | 7 – 7  |
| 15    | 22 juin    | @ New York    | V 92-72  | Candace Parker (23)       | Candace Parker (12)   | Courtney Vandersloot (10) | Barclays Center 1 419                 | 8 – 7  |
| 16    | 24 juin    | @ New York    | V 91-68  | Copper, DeShields (18)    | Candace Parker (11)   | Courtney Vandersloot (9)  | Barclays Center 2 148                 | 9 – 7  |
| 17    | 27 juin    | @ Connecticut | D 58-74  | Copper, Quigley (11)      | DeShields, Dolson (6) | Courtney Vandersloot (7)  | Mohegan Sun Arena 2 014               | 9 – 8  |
| 18    | 30 juin    | @ Dallas      | V 91-81  | Kahleah Copper (17)       | Candace Parker (10)   | Courtney Vandersloot (12) | College Park Center 1 778             | 10 – 8 |

| Match                   | Date match | Équipe     | Score        | Meilleur marqueur    | Meilleur rebondeur  | Meilleur passeur          | Lieux Spectateurs         | Série   |
| ----------------------- | ---------- | ---------- | ------------ | -------------------- | ------------------- | ------------------------- | ------------------------- | ------- |
| 19                      | 2 juillet  | @ Dallas   | D 91-100     | Candace Parker (22)  | Candace Parker (7)  | Courtney Vandersloot (9)  | College Park Center 2 187 | 10 – 9  |
| 20                      | 10 juillet | Washington | D 85-89 (OT) | Stefanie Dolson (20) | Candace Parker (13) | Courtney Vandersloot (15) | Wintrust Arena 8 331      | 10 – 10 |
| WNBA All-Star Game 2021 |            |            |              |                      |                     |                           |                           |         |

| Match | Date match | Équipe    | Score    | Meilleur marqueur         | Meilleur rebondeur  | Meilleur passeur          | Lieux Spectateurs              | Série   |
| ----- | ---------- | --------- | -------- | ------------------------- | ------------------- | ------------------------- | ------------------------------ | ------- |
| 21    | 15 août    | Seattle   | V 87-85  | Kahleah Copper (19)       | Candace Parker (9)  | Courtney Vandersloot (11) | Wintrust Arena 6 231           | 11 – 10 |
| 22    | 17 août    | Dallas    | D 76-80  | Allie Quigley (27)        | Dolson, Parker (6)  | Courtney Vandersloot (12) | Wintrust Arena 3 902           | 11 – 11 |
| 23    | 21 août    | Minnesota | D 95-101 | Quigley, Vandersloot (27) | Allie Quigley (5)   | Courtney Vandersloot (8)  | Wintrust Arena 5 036           | 11 – 12 |
| 24    | 24 août    | @ Atlanta | V 86-79  | Allie Quigley (21)        | Candace Parker (9)  | Courtney Vandersloot (10) | Gateway Center Arena 1 292     | 12 – 12 |
| 25    | 27 août    | @ Seattle | V 73-69  | Kahleah Copper (26)       | Azurá Stevens (10)  | Courtney Vandersloot (8)  | Angel of the Winds Arena 3 650 | 13 – 12 |
| 26    | 29 août    | @ Seattle | V 107-75 | Candace Parker (25)       | Parker, Stevens (9) | Courtney Vandersloot (10) | Angel of the Winds Arena 3 750 | 14 – 12 |
| 27    | 31 août    | @ Phoenix | D 83-103 | Kahleah Copper (18)       | Azurá Stevens (9)   | Parker, Vandersloot (4)   | Footprint Center 5 838         | 14 – 13 |

| Match | Date match   | Équipe      | Score    | Meilleur marqueur      | Meilleur rebondeur  | Meilleur passeur         | Lieux Spectateurs      | Série   |
| ----- | ------------ | ----------- | -------- | ---------------------- | ------------------- | ------------------------ | ---------------------- | ------- |
| 28    | 2 septembre  | @ Las Vegas | D 83-90  | Candace Parker (30)    | Candace Parker (14) | Courtney Vandersloot (8) | Michelob Ultra Arena - | 14 – 14 |
| 29    | 5 septembre  | Las Vegas   | V 92-84  | Allie Quigley (22)     | Candace Parker (13) | Courtney Vandersloot (8) | Wintrust Arena 5 210   | 15 – 14 |
| 30    | 12 septembre | Washington  | D 71-79  | Azurá Stevens (18)     | Candace Parker (11) | Courtney Vandersloot (6) | Wintrust Arena 4 707   | 15 – 15 |
| 31    | 17 septembre | Las Vegas   | D 70-103 | Candace Parker (20)    | Azurá Stevens (6)   | Courtney Vandersloot (6) | Wintrust Arena 4 911   | 15 – 16 |
| 32    | 19 septembre | Indiana     | V 98-87  | Diamond DeShields (30) | Allie Quigley (8)   | Diamond DeShields (6)    | Wintrust Arena -       | 16 – 16 |

### Playoffs
| Playoffs Total: 8-2 (Domicile : 5-0; Extérieur : 3-2) |

| Match | Date match   | Équipe | Score   | Meilleur marqueur   | Meilleur rebondeur  | Meilleur passeur   | Lieux Spectateurs    | Série |
| ----- | ------------ | ------ | ------- | ------------------- | ------------------- | ------------------ | -------------------- | ----- |
| 1     | 23 septembre | Dallas | V 81-64 | Kahleah Copper (23) | Candace Parker (15) | Candace Parker (7) | Wintrust Arena 4 672 | 1 – 0 |

| Match | Date match   | Équipe      | Score   | Meilleur marqueur         | Meilleur rebondeur  | Meilleur passeur         | Lieux Spectateurs   | Série |
| ----- | ------------ | ----------- | ------- | ------------------------- | ------------------- | ------------------------ | ------------------- | ----- |
| 1     | 26 septembre | @ Minnesota | V 89-76 | Courtney Vandersloot (19) | Kahleah Copper (10) | Courtney Vandersloot (5) | Target Center 4 334 | 1 – 0 |

| Match | Date match   | Équipe        | Score          | Meilleur marqueur         | Meilleur rebondeur        | Meilleur passeur          | Lieux Spectateurs       | Série |
| ----- | ------------ | ------------- | -------------- | ------------------------- | ------------------------- | ------------------------- | ----------------------- | ----- |
| 1     | 28 septembre | @ Connecticut | V 101-95 (2OT) | Candace Parker (22)       | Courtney Vandersloot (10) | Courtney Vandersloot (18) | Mohegan Sun Arena 4 720 | 1 – 0 |
| 2     | 30 septembre | @ Connecticut | D 68–79        | Kahleah Copper (13)       | Candace Parker (7)        | Courtney Vandersloot (6)  | Mohegan Sun Arena 6 088 | 1 – 1 |
| 3     | 3 octobre    | Connecticut   | V 86–83        | Kahleah Copper (26)       | Azurá Stevens (11)        | Courtney Vandersloot (13) | Wintrust Arena 7 421    | 2 – 1 |
| 4     | 6 octobre    | Connecticut   | V 79–69        | Courtney Vandersloot (19) | Candace Parker (9)        | Candace Parker (7)        | Wintrust Arena -        | 3 – 1 |

| Match | Date match | Équipe    | Score        | Meilleur marqueur         | Meilleur rebondeur  | Meilleur passeur          | Lieux Spectateurs       | Série |
| ----- | ---------- | --------- | ------------ | ------------------------- | ------------------- | ------------------------- | ----------------------- | ----- |
| 1     | 10 octobre | @ Phoenix | V 91-77      | Kahleah Copper (21)       | Kahleah Copper (10) | Courtney Vandersloot (11) | Footprint Center 10 191 | 1 – 0 |
| 2     | 13 octobre | @ Phoenix | D 86–91 (OT) | Courtney Vandersloot (20) | Trois joueuses (9)  | Courtney Vandersloot (14) | Footprint Center 13 685 | 1 – 1 |
| 3     | 15 octobre | Phoenix   | V 86–50      | Kahleah Copper (22)       | Azurá Stevens (6)   | Courtney Vandersloot (10) | Wintrust Arena 10 378   | 2 – 1 |
| 4     | 17 octobre | Phoenix   | V 80–74      | Allie Quigley (26)        | Candace Parker (13) | Courtney Vandersloot (15) | Wintrust Arena 10 378   | 3 – 1 |

### Confrontations en saison régulière
| Conférence Est | Conférence Est                            | Conférence Est                            | Conférence Est                            | Conférence Est                            | Conférence Ouest                          | Conférence Ouest                          | Conférence Ouest                          | Conférence Ouest                          | Conférence Ouest                          |
| Équipe         | Domicile                                  | Domicile                                  | Extérieur                                 | Extérieur                                 | Équipe                                    | Domicile                                  | Domicile                                  | Extérieur                                 | Extérieur                                 |
| -------------- | ----------------------------------------- | ----------------------------------------- | ----------------------------------------- | ----------------------------------------- | ----------------------------------------- | ----------------------------------------- | ----------------------------------------- | ----------------------------------------- | ----------------------------------------- |
| Atlanta        | 83-90                                     |                                           | 85-77                                     | 86-79                                     | Dallas                                    | 76-80                                     |                                           | 91-81                                     | 91-100                                    |
|                |                                           |                                           |                                           |                                           | Las Vegas                                 | 92-84                                     | 70-103                                    | 83-90                                     |                                           |
| Connecticut    | 81-75                                     | 91-81                                     | 58-74                                     |                                           | Los Angeles                               | 61-76                                     | 79-82                                     | 63-68                                     |                                           |
| Indiana        | 92-76                                     | 98-87                                     | 83-79                                     |                                           | Minnesota                                 | 95-101                                    |                                           | 105-89                                    |                                           |
| New York       | 85-93                                     |                                           | 92-72                                     | 91-68                                     | Phoenix                                   | 83-84                                     |                                           | 74-77                                     | 83-103                                    |
| Washington     | 85-89                                     | 71-79                                     | 70-56                                     |                                           | Seattle                                   | 87-85                                     |                                           | 73-69                                     | 107-75                                    |
| Conférence     | 10-5 (Domicile : 4-4; Extérieur : 6-1)    | 10-5 (Domicile : 4-4; Extérieur : 6-1)    | 10-5 (Domicile : 4-4; Extérieur : 6-1)    | 10-5 (Domicile : 4-4; Extérieur : 6-1)    | Conférence                                | 6-11 (Domicile : 2-6; Extérieur : 4-5)    | 6-11 (Domicile : 2-6; Extérieur : 4-5)    | 6-11 (Domicile : 2-6; Extérieur : 4-5)    | 6-11 (Domicile : 2-6; Extérieur : 4-5)    |
| Total          | 16-16 (Domicile : 6-10; Extérieur : 10-6) | 16-16 (Domicile : 6-10; Extérieur : 10-6) | 16-16 (Domicile : 6-10; Extérieur : 10-6) | 16-16 (Domicile : 6-10; Extérieur : 10-6) | 16-16 (Domicile : 6-10; Extérieur : 10-6) | 16-16 (Domicile : 6-10; Extérieur : 10-6) | 16-16 (Domicile : 6-10; Extérieur : 10-6) | 16-16 (Domicile : 6-10; Extérieur : 10-6) | 16-16 (Domicile : 6-10; Extérieur : 10-6) |

## Classements
| Classement | Classement                | Classement | Classement | Classement | Classement | Classement | Classement |
| No         | Franchise                 | Vic.       | Def.       | MJ         | V/D        | GB         |            |
| ---------- | ------------------------- | ---------- | ---------- | ---------- | ---------- | ---------- | ---------- |
| 1          | x - Sun du Connecticut    | 26         | 6          | 32         | .813       | -          |            |
| 2          | x - Aces de Las Vegas     | 24         | 8          | 32         | .750       | 2          |            |
| 3          | x - Lynx du Minnesota     | 22         | 10         | 32         | .688       | 4          |            |
| 4          | x - Storm de Seattle      | 21         | 11         | 32         | .656       | 5          |            |
| 5          | x - Mercury de Phoenix    | 19         | 13         | 32         | .594       | 7          |            |
| 6          | x - Sky de Chicago        | 16         | 16         | 32         | .500       | 10         |            |
| 7          | x - Wings de Dallas       | 14         | 18         | 32         | .438       | 12         |            |
| 8          | x - Liberty de New York   | 12         | 20         | 32         | .375       | 14         |            |
|            |                           |            |            |            |            |            |            |
| 9          | o - Mystics de Washington | 12         | 20         | 32         | .375       | 14         |            |
| 10         | o - Sparks de Los Angeles | 12         | 20         | 32         | .375       | 14         |            |
| 11         | o - Dream d'Atlanta       | 8          | 24         | 32         | .250       | 18         |            |
| 12         | o - Fever de l'Indiana    | 6          | 26         | 32         | .188       | 20         |            |

| 1 | Sun du Connecticut    | 9 | 1 | 10 | +122 |
| 2 | Sky de Chicago        | 6 | 4 | 10 | +33  |
| 3 | Liberty de New York   | 5 | 5 | 10 | -45  |
| 4 | Mystics de Washington | 4 | 6 | 10 | -35  |
| 5 | Dream d'Atlanta       | 4 | 6 | 10 | -31  |
| 6 | Fever de l'Indiana    | 2 | 8 | 10 | -44  |

Playoffs
|  | Premier tour          | Premier tour     |                      |      | Deuxième tour | Deuxième tour |  |  | Demi-finales | Demi-finales |  |  | Finale | Finale |
|  |                       |                  |                      |      |               |               |  |  |              |              |  |  |        |        |
|  |                       |                  |                      |      |               |               |  |  |              |              |  |  |        |        |
|  |                       |                  |                      |      |               |               |  |  |              |              |  |  |        |        |
|  |                       |                  |                      |      |               |               |  |  |              |              |  |  |        |        |
|  |                       |                  |                      |      |               |               |  |  |              |              |  |  |        |        |
|  |                       |                  |                      |      |               |               |  |  |              |              |  |  |        |        |
|  |                       |                  |                      |      |               |               |  |  |              |              |  |  |        |        |
|  |                       |                  |                      |      |               |               |  |  |              |              |  |  |        |        |
|  |                       |                  |                      |      |               |               |  |  |              |              |  |  |        |        |
|  |                       |                  |                      |      |               |               |  |  |              |              |  |  |        |        |
|  |                       |                  |                      |      |               |               |  |  |              |              |  |  |        |        |
|  |                       |                  |                      |      |               |               |  |  |              |              |  |  |        |        |
|  | 2 Aces de Las Vegas   | 2                |                      |      |               |               |  |  |              |              |  |  |        |        |
|  | 2 Aces de Las Vegas   | 2                |                      |      |               |               |  |  |              |              |  |  |        |        |
|  |                       |                  | 5 Mercury de Phoenix | 3    |               |               |  |  |              |              |  |  |        |        |
|  |                       |                  | 5 Mercury de Phoenix | 3    |               |               |  |  |              |              |  |  |        |        |
|  |                       |                  |                      |      |               |               |  |  |              |              |  |  |        |        |
|  |                       |                  |                      |      |               |               |  |  |              |              |  |  |        |        |
|  | 4 Storm de Seattle    | 80               |                      |      |               |               |  |  |              |              |  |  |        |        |
|  | 4 Storm de Seattle    | 80               |                      |      |               |               |  |  |              |              |  |  |        |        |
|  |                       |                  | 5 Mercury de Phoenix | 85OT |               |               |  |  |              |              |  |  |        |        |
|  | 5 Mercury de Phoenix  | 83               | 5 Mercury de Phoenix | 85OT |               |               |  |  |              |              |  |  |        |        |
|  | 5 Mercury de Phoenix  | 83               |                      |      |               |               |  |  |              |              |  |  |        |        |
|  | 8 Liberty de New York | 82               |                      |      |               |               |  |  |              |              |  |  |        |        |
|  | 8 Liberty de New York | 82               | 5 Mercury de Phoenix | 1    |               |               |  |  |              |              |  |  |        |        |
|  |                       |                  | 5 Mercury de Phoenix | 1    |               |               |  |  |              |              |  |  |        |        |
|  |                       | 6 Sky de Chicago | 3                    |      |               |               |  |  |              |              |  |  |        |        |
|  | 6 Sky de Chicago      | 6 Sky de Chicago | 3                    | 81   |               |               |  |  |              |              |  |  |        |        |
|  | 6 Sky de Chicago      |                  |                      | 81   |               |               |  |  |              |              |  |  |        |        |
|  | 7 Wings de Dallas     | 64               |                      |      |               |               |  |  |              |              |  |  |        |        |
|  | 7 Wings de Dallas     | 64               | 3 Lynx du Minnesota  | 76   |               |               |  |  |              |              |  |  |        |        |
|  |                       |                  | 3 Lynx du Minnesota  | 76   |               |               |  |  |              |              |  |  |        |        |
|  |                       |                  | 6 Sky de Chicago     | 89   |               |               |  |  |              |              |  |  |        |        |
|  |                       |                  | 6 Sky de Chicago     | 89   |               |               |  |  |              |              |  |  |        |        |
|  |                       |                  |                      |      |               |               |  |  |              |              |  |  |        |        |
|  |                       |                  |                      |      |               |               |  |  |              |              |  |  |        |        |
|  | 1 Sun du Connecticut  | 1                |                      |      |               |               |  |  |              |              |  |  |        |        |
|  | 1 Sun du Connecticut  | 1                |                      |      |               |               |  |  |              |              |  |  |        |        |
|  |                       |                  | 6 Sky de Chicago     | 3    |               |               |  |  |              |              |  |  |        |        |
|  |                       |                  | 6 Sky de Chicago     | 3    |               |               |  |  |              |              |  |  |        |        |
|  |                       |                  |                      |      |               |               |  |  |              |              |  |  |        |        |
|  |                       |                  |                      |      |               |               |  |  |              |              |  |  |        |        |
|  |                       |                  |                      |      |               |               |  |  |              |              |  |  |        |        |
|  |                       |                  |                      |      |               |               |  |  |              |              |  |  |        |        |
|  |                       |                  |                      |      |               |               |  |  |              |              |  |  |        |        |
|  |                       |                  |                      |      |               |               |  |  |              |              |  |  |        |        |
|  |                       |                  |                      |      |               |               |  |  |              |              |  |  |        |        |
|  |                       |                  |                      |      |               |               |  |  |              |              |  |  |        |        |
|  |                       |                  |                      |      |               |               |  |  |              |              |  |  |        |        |